# Albert Decrais
Albert Decrais, né à Bordeaux le 18 décembre 1838, mort à Mérignac (Gironde) le 27 février 1915, est un avocat, diplomate et homme politique français, successivement préfet, ambassadeur de France au Royaume-Uni, en Italie puis en Autriche-Hongrie, député libéral, ministre des Colonies puis sénateur.

## Biographie
Né à Bordeaux en 1838 dans une famille de souche protestante, Pierre Louis Albert Decrais est le fils de Louis Decrais, négociant bordelais, et de Marie Désirée Debans, sœur du financier bordelais Pierre Debans.
Après des brillantes études au lycée où il obtient chaque année le prix d'excellence, Albert Decrais fait des études de droit, est reçu premier au concours de secrétaire de la Conférence du stage en 1862, et devient avocat à la cour d'appel de Paris.
Il passe ensuite dans l'administration préfectorale, et est nommé successivement préfet d'Indre-et-Loire en 1871, des Alpes-Maritimes en 1874, de la Gironde en 1876.  

### Diplomate
Il est nommé conseiller d'État en mars 1879, et devient diplomate, ministre plénipotentiaire en 1880, en poste à Bruxelles. Il revient à Paris comme directeur des Affaires politiques au Quai d'Orsay en 1882, puis est nommé ambassadeur de France en Italie en 1882, puis ambassadeur de France en Autriche-Hongrie, à Vienne, en 1886. Il devient ensuite ambassadeur de France à Londres en juillet 1893, mais il n'y reste que quatorze mois, semble-t-il à cause de désaccords avec Gabriel Hanotaux, le nouveau ministre des Affaires étrangères. Il est retraité à sa demande en 1894,.

### Député, ministre, sénateur
Élu député le 21 février 1897, il est réélu le 8 mai 1898 et le 27 avril 1902. Il est libéral, et se prononce pour la révision dans l'Affaire Dreyfus.
Albert Decrais est ministre des Colonies dans le gouvernement Waldeck-Rousseau du 2 juin 1899 au 3 juin 1902. Il justifie devant les députés la politique du gouvernement, à propos des grèves en Martinique, des événements au Soudan et de l'implantation française à Madagascar.
Il est ensuite élu sénateur de la Gironde le 26 avril 1903 et le reste jusqu'à sa mort en 1915.

## Distinctions
- Grand officier de la Légion d'honneur (6 janvier 1895)[6]